# D-マンニトールオキシダーゼ
D-マンニトールオキシダーゼ（D-mannitol oxidase）は、次の化学反応を触媒する酸化還元酵素である。
マンニトール + O2 {\displaystyle \rightleftharpoons } マンノース + H2O2
反応式の通り、この酵素の基質はマンニトールとO2、生成物はマンノースとH2O2である。
組織名はmannitol:oxygen oxidoreductase (cyclizing)で、別名にmannitol oxidase, D-arabitol oxidaseがある。